# X-SAMPA
El Alfabeto Fonético Extendido SAM (X-SAMPA) es una variante de SAMPA desarrollada en 1995 por John Christopher Wells, catedrático de fonética en la Universidad de Londres. Esta variante se diseñó con el objetivo de unificar los distintos alfabetos SAMPA y extenderlos para lograr cubrir todos los rasgos que ahora cubre el Alfabeto Fonético Internacional (AFI). 
El resultado ha sido un alfabeto fonético inspirado en el SAMPA que emplea solo caracteres básicos del código ASCII (aquellos que solo necesitan 7 bits). 
- Los símbolos de AFI que son letras minúsculas ordinarias tienen el mismo valor en X-SAMPA y en AFI.
- En X-SAMPA se usa la barra inversa \ como carácter de escape para crear un nuevo símbolo. Por ejemplo O es un sonido distinto que O\, con el que no mantiene ninguna relación.
- Los diacríticos en X-SAMPA se sitúan posteriormente al símbolo al que modifican. Excepto en el caso de ~ para la nasalización, = para consonante silábica, y ` para los retroflejos y rhoticity. Los diacríticos se unen al símbolo al que modifican mediante una línea de subrayado _.
- Los números del _1 al _6 se emplean para los diacríticos que denotan el número del tono en una expresión determinada.

## Letras minúsculas
| X-SAMPA  | AFI | AFI | Descripción                                  | Ejemplos                                                        |
| -------- | --- | --- | -------------------------------------------- | --------------------------------------------------------------- |
| a        | a   |     | vocal abierta baja frontal no redondeada     | francés dame [dam], español padre [paD4e]                       |
| b        | b   |     | oclusiva bilabial sonora                     | inglés bed [bEd], francés bon [bO~]                             |
| b_<      | ɓ   |     | bilabial implosiva sonora                    |                                                                 |
| c        | c   |     | palatal oclusiva sorda                       | húngaro latyak [lAcAk]                                          |
| d        | d   |     | oclusiva alveolar sonora                     | inglés dog [dQg], francés doigt [dwa]                           |
| d`       | ɖ   |     | retrofleja oclusiva sonora                   |                                                                 |
| d_<      | ɗ   |     | dental/alveolar implosiva sonora             |                                                                 |
| e        | e   |     | vocal frontal, no redondeada, medio cerrada  | francés ses [se]                                                |
| f        | f   |     | labiodental fricativa sorda                  | español fin [fin]                                               |
| g        | g   |     | oclusiva velar sonora                        | inglés go [g@U], francés longue [lO~g]                          |
| g_<      | ɠ   |     | velar implosiva sonora                       |                                                                 |
| h        | h   |     | glotal fricativa sorda                       | inglés house [haUs]                                             |
| h\       | ɦ   |     | glotal fricativa sonora                      |                                                                 |
| i        | i   |     | vocal frontal, cerrada, tensa, no redondeada | español si [si]                                                 |
| j        | j   |     | palatal aproximante                          | español hay [aj], inglés yes [jEs], francés yeux [j2]           |
| j\       | ʝ   |     | palatal fricativa sonora                     |                                                                 |
| k        | k   |     | velar oclusiva sorda                         | español carro [karo]                                            |
| l        | l   |     | alveolar lateral aproximante                 | español ley [lej]                                               |
| l`       | ɭ   |     | retrofleja lateral aproximante               |                                                                 |
| l\       | ɺ   |     | sonora alveolar lateral vibrante sencilla    |                                                                 |
| m        | m   |     | bilabial nasal                               | español mes [mes]                                               |
| n        | n   |     | alveolar nasal                               | español no [no]                                                 |
| n`       | ɳ   |     | retrofleja nasal                             | sueco hörn [h2:n`]                                              |
| o        | o   |     | vocal medio cerrada, posterior, redondeada   | español ojo [oxo]                                               |
| p        | p   |     | bilabial oclusiva sorda                      | español perro [pero]                                            |
| p\       | φ   |     | bilabial fricativa sorda                     | japonés fu                                                      |
| q        | q   |     | uvular oclusiva sorda                        |                                                                 |
| r        | r   |     | alveolar vibrante múltiple                   | español perro [pero]                                            |
| r`       | ɽ   |     | retrofleja vibrante sencilla                 |                                                                 |
| r\       | ɹ   |     | (post-)alveolar aproximante sonora           |                                                                 |
| r\`      | ɻ   |     | retrofleja aproximante                       |                                                                 |
| s        | s   |     | alveolar fricativa sorda                     | español sí [si]                                                 |
| s`       | ʂ   |     | sorda retrofleja fricativa                   |                                                                 |
| s\       | ɕ   |     | alveolopalatal fricativa sorda               |                                                                 |
| t        | t   |     | alveolar oclusiva sorda                      | español tu [tu]                                                 |
| t`       | ʈ   |     | sorda oclusiva retrofleja                    |                                                                 |
| u        | u   |     | vocal redondeada posterior cerrada tensa     | español su                                                      |
| v        | v   |     | labiodental fricativa sonora                 | inglés vest [vEst], francés voix [vwa]                          |
| v\ (o P) | ʋ   |     | labiodental aproximante                      |                                                                 |
| w        | w   |     | labiovelar aproximante                       | español bueno [bweno], inglés west [wEst], del francés oui [wi] |
| x        | x   |     | velar fricativa sorda                        | español caja [kaxa]                                             |
| x\       | ɧ   |     | postalveolar y velar fricativa sorda         |                                                                 |
| y        | y   |     | vocal frontal cerrada redondeada tense       | francés tu [ty]                                                 |
| z        | z   |     | alveolar fricativa sonora                    | inglés zoo [zu:], francés azote [azOt]                          |
| z`       | ʐ   |     | sonora retrofleja fricativa                  |                                                                 |
| z\       | ʑ   |     | alveolopalatal fricativa sonora              |                                                                 |

## Letras mayúsculas
| X-SAMPA  | AFI | AFI | Descripción                                                | Ejemplo |
| -------- | --- | --- | ---------------------------------------------------------- | --- |
| A        | ɑ   |     | vocal abierta posterior no redondeada                      | del inglés start [stA:rt] |
| B        | β   |     | bilabial fricativa sonora                                  | |
| B\       | ʙ   |     | bilabial vibrante sonora                                   | evoca la interjección “brrr” (al sentir escalofrío)                                                                                      |
| C        | ç   |     | palatal fricativa sorda                                    | alemán ich [iC] o welche [vElC@]; inglés human [Cjum@n] (aunque las transcripciones del inglés suelan emplear "[hj]" en lugar de "[çj]") |
| D        | ð   |     | dental fricativa sonora                                    | inglés then [DEn] |
| E        | ɛ   |     | vocal medioabierta frontal no redondeada                   | francés même [mEm] |
| F        | ɱ   |     | labiodental nasal                                          | inglés emphasis ["EFf@sIs] (en habla rápida, si no ["Emf@sIs])                                                                           |
| G        | γ   |     | velar fricativa sonora                                     | griego gama |
| G\       | ɢ   |     | uvular oclusiva sonora                                     | |
| G\_<     | ʛ   |     | uvular implosiva sonora                                    | |
| H        | ɥ   |     | semivocal labio-palatal                                    | francés huit [Hi] |
| H\       | ʜ   |     | epiglotal fricativa sorda                                  | |
| I        | ɪ   |     | vocal lax cerrada frontal no redondeada                    | inglés kit [kIt] |
| I\       | ᵻ   |     | vocal cerrada central lax no redondeada, no aparece en AFI | |
| J        | ɲ   |     | palatal nasal                                              | español año [aJo] |
| J\       | ɟ   |     | palatal oclusiva sonora                                    | húngaro egy [EJ\] |
| J\_<     | ʄ   |     | palatal implosive sonora                                   | |
| K        | ɬ   |     | alveolar lateral fricativa sorda                           | galés llaw |
| K\       | ɮ   |     | alveolar lateral fricativa sonora                          | |
| L        | ʎ   |     | palatal lateral                                            | español llave [LaBe] (sin yeísmo), italiano famiglia                                                                                     |
| L\       | ʟ   |     | velar lateral sonora                                       | |
| M        | ɯ   |     | vocal cerrada posterior no redondeada                      | coreano u |
| M\       | ɰ   |     | velar aproximante                                          | español fuego [fweM\o] |
| N        | ŋ   |     | velar nasal                                                | inglés thing [TIN] |
| N\       | ɴ   |     | uvular nasal                                               | japonés san [saN\] |
| O        | ɔ   |     | vocal redondeada medioabierta posterior                    | inglés británico thought [TO:t] |
| O\       | ʘ   |     | clic bilabial                                              | |
| P (o v\) | ʋ   |     | labiodental aproximante                                    | |
| Q        | ɒ   |     | vocal abierta posterior redondeada                         | inglés británico lot [lQt] |
| R        | ʁ   |     | uvular fricativa sonora                                    | francés roi [Rwa] |
| R\       | ʀ   |     | uvular vibrante sonora                                     | |
| S        | ʃ   |     | palatoalveolar fricativa sorda                             | inglés ship [SIp] |
| T        | θ   |     | dental fricativa sorda                                     | español vez (sin seseo), inglés thin [TIn]                                                                                               |
| U        | ʊ   |     | vocal redondeada posterior cerrada lax                     | inglés foot [fUt] |
| U\       | ᵿ   |     | vocal central lax cerrada redondeada, no aparece en AFI    | |
| V        | ʌ   |     | vocal medio abierta no redondeada                          | inglés strut [strVt] |
| W        | ʍ   |     | labial-velar fricativa sorda                               | escocés when |
| X        | χ   |     | uvular fricativa sorda                                     | galés bach |
| X\       | ħ   |     | faringeal fricativa sorda                                  | árabe ha’ |
| Y        | ʏ   |     | vocal lax cerrada frontal redondeada                       | alemán hübsch [hYpS] |
| Z        | ʒ   |     | palatoalveolar fricativa sonora                            | inglés measure ["mEZ.U@] |

## Otros símbolos
| X-SAMPA  | AFI | AFI | Descripción                                     | Ejemplo                                                             |
| -------- | --- | --- | ----------------------------------------------- | ------------------------------------------------------------------- |
| .        | .   |     | quiebre silábico                                |                                                                     |
| "        | ˈ   |     | acento primario                                 |                                                                     |
| %        | ˌ   |     | acento secundario                               |                                                                     |
| &        | ɶ   |     | vocal abierta frontal redondeada                | danés drømme                                                        |
| ' (o _j) | ʲ   |     | palatalizada                                    |                                                                     |
| *        |     |     | símbolo indefinido, SAMPA's “conjunctor”        |                                                                     |
| -        |     |     | separador                                       |                                                                     |
| /        | /   |     | indeterminación en vocales francesas            |                                                                     |
| {        | æ   |     | vocal frontal no redondeada casi abierta        | inglés trap [tr{p]                                                  |
| }        | ʉ   |     | vocal cerrada central redondeada                | sueco sju                                                           |
| 1        | ɨ   |     | vocal cerrada central no redondeada             | galés tu                                                            |
| 2        | ø   |     | vocal medio cerrada, frontal, redondeada        | francés deux [d2]                                                   |
| 3        | ɜ   |     | vocal central larga                             | inglés británico nurse [n3:s]                                       |
| 3\       | ɞ   |     | vocal medio abierta, central, redondeada        |                                                                     |
| 4        | ɾ   |     | alveolar vibrante simple                        | español pero; inglés estadounidense better                          |
| 5        | ɫ   |     | dark l; véase también _e                        | del inglés milk [mI5k]                                              |
| 6        | ɐ   |     | schwa abierta                                   | del alemán besser [bEs6]                                            |
| 7        | ɤ   |     | vocal no-redondeada medio cerrada posterior     |                                                                     |
| 8        | ɵ   |     | vocal no-redondeada medio cerrada central       | del sueco buss                                                      |
| 9        | œ   |     | vocal redondeada frontal medioabierta           | francés neuf [n9f]                                                  |
| :        | ː   |     | larga                                           |                                                                     |
| :\       | ˑ   |     | medio larga                                     | el estonio diferencia tres extensiones vocálicas distintas          |
| <        | ⟨   |     | inicio de notación no segmental (ej.: SAMPROSA) |                                                                     |
| <\       | ʢ   |     | epiglotal fricativa sonora                      |                                                                     |
| >        | ⟩   |     | fin de notación no segmental                    |                                                                     |
| >\       | ʡ   |     | epiglotal oclusiva                              |                                                                     |
| ?        | ʔ   |     | parada glotal                                   | alemán Verein [fE6?aIn], también del danés stød                     |
| ?\       | ʕ   |     | faringeal fricativa sonora                      | del árabe ‘ayn                                                      |
| @        | ə   |     | schwa                                           | del inglés banana [b@"nA:n@] (británico) [b@"n{n@] (estadounidense) |
| @\       | ɘ   |     | vocal central medio cerrada no redondeada       |                                                                     |
| ^        | ꜛ   |     | upstep                                          |                                                                     |
| !        | ꜜ   |     | downstep                                        |                                                                     |
| !\       | ǃ   |     | retroflejo click                                |                                                                     |
| \|       | \|  |     | minor (foot) group                              |                                                                     |
| \|\      | ǀ   |     | clic dental                                     |                                                                     |
| \|       | ‖   |     | major (intonation) group                        |                                                                     |
| \\|\     | ǁ   |     | clic lateral                                    |                                                                     |
| =\       | ǂ   |     | clic alveolar                                   |                                                                     |
| -\       | ̮    |     | linking mark                                    |                                                                     |

## Diacríticos
| X-SAMPA       | AFI | AFI | Descripción |
| ------------- | --- | --- | --- |
| _"            | ¨   |     | centralizada |
| _+            | ˖   |     | adelantada |
| _-            | ˗   |     | retraída |
| _/            | ˇ   |     | ascendente |
| _0            | ̥    |     | sorda |
| _<            |     |     | implosiva |
| = (o _=)      | ̩    |     | silábica |
| _>            | ʼ   |     | eyectiva |
| _?\           | ˤ   |     | faringealizada |
| _\            | ˆ   |     | tono descendente |
| _^            | ̯    |     | no silábica |
| _}            | ̚    |     | realización inaudible |
| `             | ˞   |     | roticidad en vocales, retroflexión en consonantes (AFI utiliza distintos símbolos para consonantes, véase t` como ejemplo) |
| ~ (o _~)      | ~   |     | nasalización |
| _A            | ̘    |     | raíz de la lengua adelantada                                                                                               |
| _a            | ̺    |     | apical |
| _B (o _1)     | ̏    |     | tono extra bajo |
| _B_L (o _1_2) | ᷅    |     | tono bajo ascendente |
| _c            | ̜    |     | poco redondeado |
| _d            | ̪    |     | dental |
| _e            | ~   |     | velarizado o faringealizado; véase también 5                                                                               |
| <F>           | ↘   |     | caída global |
| _F            | ^   |     | tono descendente |
| _G            | ˠ   |     | velarizado |
| _H (o _4)     | ˊ   |     | tono alto |
| _H_T (o _4_5) | ᷄    |     | tono alto ascendente |
| _h            | ʰ   |     | aspirada |
| _j (o ')      | ʲ   |     | palatalizada |
| _k            | ̰    |     | voz chirriante |
| _L (o _2)     | `   |     | tono bajo |
| _l            | ˡ   |     | lateral |
| _M (o _3)     | ¯   |     | tono medio |
| _m            | ̻    |     | laminal |
| _N            | ̼    |     | linguolabial |
| _n            | ⁿ   |     | nasal |
| _O            | ̹    |     | redondeado |
| _o            | ˕   |     | descendido |
| _q            | ̙    |     | raíz de la lengua retraída                                                                                                 |
| <R>           | ↗   |     | ascensión global |
| _R            | ˇ   |     | tono ascendente |
| _R_F          | ᷈    |     | tono ascendente descendente                                                                                                |
| _r            | ˔   |     | ascendido |
| _T (o _5)     | ˝   |     | tono extra alto |
| _t            | ̤    |     | voz velada |
| _v            | ˬ   |     | sonora |
| _w            | ʷ   |     | labializada |
| _X            | ˘   |     | extra-breve |
| _x            | ˟   |     | medio-centralizada |